# Geórgios Mavríkos
 (mars 2020).
Geórgios « Yórgos » Mavríkos (grec moderne : Γεώργιος «Γιώργος» Μαυρίκος), né en 1950 à Skyros (Grèce), est un syndicaliste et homme politique grec.

## Biographie
Depuis 2005 il est secrétaire général de la Fédération Syndicale Mondiale.